# Quadrangle de Taussig
Le quadrangle de Taussig (littéralement :  quadrangle du cratère Taussig), aussi identifié par le code USGS V-39, est une région cartographique en quadrangle sur Vénus. Elle est définie par des latitudes comprises entre 0° et 25° S et des longitudes comprises entre 210° et 240° E,. Il tire son nom du cratère Taussig.

## Coronæ
- Aeracura Corona
- Among Corona
- Attabeira Corona
- Beruth Corona
- Blid Corona]
- Chantico Corona
- Emegelji Coronae
- Erkir Corona
- Fefafa Corona
- Holla Corona
- Inacho Corona
- Lumimuut Corona
- Maram Corona
- Momu Coronae
- Ndoi Corona
- Oduduwa Corona
- Onenhste Corona
- Pazar ana Corona
- Repa Corona
- Rzhanitsa Corona
- Samsing Corona
- Tadaka Corona
- Ulgen ekhe Coronae
- Ya Yerv Corona